# روخيليو غيرا
روخيليو غيرا (بالإسبانية: Rogelio Guerra)‏ هو ممثل مكسيكي، ولد في 8 أكتوبر 1936 في المكسيك، وتوفي في 28 فبراير 2018 بمدينة مكسيكو في المكسيك بسبب نوبة قلبية. بدأ مشواره المهني سنة 1963.

## أعمال

### مسلسلات
- الأغنياء أيضا يبكون

## وصلات خارجية
- روخيليو غيرا على موقع IMDb (الإنجليزية)
- روخيليو غيرا على موقع قاعدة بيانات الفيلم (الإنجليزية)